# Магнус III (король Норвегії)
Магнус III, також Магнус Босоніг (1073–1103) — король Норвегії (1093—1103). Походив з династії Інглінгів.

## Біографія
Син Олафа III, короля Норвегії, та Тори, королівської коханки. Після смерті батька у 1093 році Магнус став королем — спочатку разом з номінальним володарем Гоконом, сином короля Магнуса II, а з 1094 році повністю одноосібним королем.
Магнус III проводив доволі агресивну зовнішню політику. За час його правління вплив Норвегії значно виріс. У першу чергу Магнус відновив вплив у Скандинавії та на півночі Британських островів.
У 1097 році Магнус III розширив межі Норвегії за рахунок шведської області — Геталанд. Проте дії Інге I, короля Швеції, змусили короля Магнуса відступити.
У 1098 році він спорядив військо з 60 кораблів та 5 тисяч вояків, які знову підкорили Оркнейські острови. Після цього захопив острів Мен, землі вдовж Велса та Корнуола. Магнус III завадив просуванню норманських загарбників до північновелського королівства — Гвінеду. Вирішальна бива між норвежцями та норманами відбулася біля острова Англесі. В ній перемогу здобув Магнус III, а один з очільників норманів Х'юг Монтгомері, 2-й граф Шрусбері загинув, а інший — Х'юг д'Авранш, 1-й граф Честер відмовився від Англесі. Після цього Магнус уклав мирний договір з Едгаром, королем Шотландії. Цей договір закріплював за Норвегією Оркнейські, Гебридські острови та острів Мен. Після цього Магнус III у 1099 році повернувся до Норвегії.
У 1100 розпочалася нова війна Норвегії із Швецією за частину Гетеланду. Вона скінчилася без суттєвих результатів. 1101 року в Кингахелі (область Бохуслен) було укладено мир між Магнусом III, королем Новрегії, Інге I, королем Швеції, Еріком I, королем Данії.
1102 року став королем Дубліну. 1103 році Магнус III здійснив новий похід до Ірландії на підтримку Миуїртарха О'Брайєна, короля Мюнстера. Головним завданням союзників було захоплення Ольстера та Коннота. Втім цей військовий похід Магнуса виявився невдалим. В одній з битв 24 серпня 1103 року Магнус III загинув.

## Родина
Дружина — Маргарет, донька Інге I, короля Швеції.
Діти:
- Ейстейн (1080—1123)
- Сігурд (1090—1130)
- Олаф (1099—1115)
- Гаральд (Д\Н — 1136)
- Рагнхільда
- Тора